# Кирил Божилов (генерал)
Кирил Владимиров Божилов е български офицер, генерал-майор.

## Биография
Роден е на 8 април 1926 г. в пернишкото село Селищен дол. Завършва Висшето народно военно училище във Велико Търново. През 1950 г. е вербуван за резидент към отдел Х; ДС, управление V-I на Държавна сигурност с псевдоним Султанов. През 1954 г. е снет от действащия оперативен отчет. До 2 април 1991 г. е командващ Зенитно-ракетните войски и Зенитната артилерия на българската армия.